# Прва савезна лига Југославије у фудбалу 1988/89.
Прва савезна лига Југославије у фудбалу 1988/89. била је највиши ранг фудбалског такмичења у Југославији 1988/89. године. И шездесетпрва сезона по реду у којој се организовало првенство Југославије у фудбалу. Због сумње у намјештање утакмица претходних сезона, у овом првенству је први пут уведено правило да се у случају нерешеног резултата у мечу приступи извођењу једанаестераца, а један бод се додељивао тиму који на овај начин добије меч.
Шампион је постала Војводина из Новог Сада, освојивши своју другу шампионску титулу. Војводина је поставила рекорд освојивши титулу са најмањим бројем бодова у лиги са 18 клубова, пошто су освојили укупно 41 бод (уз 10 пораза и један изгубљен пенал-бод).

## Преглед сезоне
Пред ову сезону смањен је старосни праг за одлазак фудбалера у иностранство. То су искористили нападачи шампиона Црвене звезде Бора Цветковић и Драгиша Бинић. Звезда је умјесто њих покушала да доведе Дејана Савићевића и Дарка Панчева, које је такође покушао да доведе и Партизан. Након што су потписали за Црвену звезду, Савићевић и Панчев су упућени на одслужење војног рока, због чега ће пропустити ову сезону (Савићевић је играо само у утакмицама Купа европских шампиона против Дандалка и Милана). Црвена звезда је у јесењој полусезони везала три узастопна пораза и на крају јесењег дијела сезоне је заузимала 9. мјесто. Због лоших игара, сукоба са Драганом Стојковићем и елиминације у Купу Југославије од Партизана, смењен је тренер Бранко Станковић, а за новог тренера је постављен Драгослав Шекуларац. У прољетном дијелу првенства Црвена звезда ће успјети да се укључи у борбу за титулу, али ће је практично изгубити након пораза од директног конкурента Војводине од 3:1 у Новом Саду.
Партизан је у нову сезону ушао са сукобом између тренера Фахрудина Јусуфија и генералног секретара Жарка Зечевића. Превладала је страна која је подржавала Зечевића, па је Јусуфи смењен, а за новог тренера је постављен његов замјеник Момчило Вукотић.
Хајдук су током љета напустили Зоран Вулић, Милош Бурсаћ и Бранко Миљуш, а Аљоша Асановић је отишао на одслужење војног рока у ЈНА, па се очекивала борба за опстанак. Клуб је такође био кажњен вишегодишњом суспензијом од стране УЕФА због бацања сузавца на утакмици Купа УЕФА против Олимпика. За новог шефа стручног штаба постављен Петар Надовеза.
Пред почетак сезоне будућем шампиону Војводини је прогнозирана борба за опстанак након одласка искусних играча и довођења младих неафирмисаних играча и новог тренера Љупка Петровића. Екипу је предводио капитен и ветеран Милош Шестић, поред њега носиоци игре су били голман Чедо Марас, Светозар Шапурић, Душан Мијић, Будимир Вујачић и Љубомир Воркапић. Доведени су Дејан Јоксимовић и Драган Пунишић из Црвене звезде, млади играчи Синиша Михајловић из друголигаша Борова, Славиша Јокановић из Новог Сада и Горан Карталија из трећелигаша Врбаса.

## Табела
| Место | Клуб                | мечева | победа | нерешених | победа у нерешеним | пораза | дати голови | примљени голови | гол разлика | бодова  |
| ----- | ------------------- | ------ | ------ | --------- | ------------------ | ------ | ----------- | --------------- | ----------- | ------- |
| 1     | Војводина           | 34     | 18     | 6         | 5                  | 10     | 50          | 38              | +12         | 41      |
| 2     | Црвена звезда       | 34     | 18     | 7         | 2                  | 9      | 55          | 30              | +25         | 38      |
| 3     | Хајдук Сплит        | 34     | 15     | 10        | 6                  | 9      | 50          | 29              | +21         | 36      |
| 4     | Рад                 | 34     | 13     | 11        | 9                  | 10     | 46          | 38              | +8          | 35      |
| 5     | Динамо Загреб       | 34     | 16     | 9         | 2                  | 9      | 42          | 29              | +13         | 34      |
| 6     | Партизан            | 34     | 15     | 7         | 3                  | 12     | 52          | 37              | +15         | 33      |
| 7     | Раднички Ниш        | 34     | 14     | 7         | 3                  | 13     | 42          | 35              | +7          | 31      |
| 8     | НК Осијек           | 34     | 13     | 7         | 5                  | 114    | 49          | 50              | -1          | 31      |
| 9     | Вардар Скопље       | 34     | 13     | 7         | 3                  | 14     | 46          | 51              | -5          | 29      |
| 10    | НК Ријека           | 34     | 14     | 7         | 0                  | 13     | 35          | 34              | +1          | 28      |
| 11    | Вележ Мостар        | 34     | 13     | 4         | 2                  | 17     | 42          | 43              | -1          | 28      |
| 12    | Слобода Тузла       | 34     | 11     | 12        | 6                  | 11     | 35          | 42              | -7          | 28      |
| 13    | Сарајево            | 34     | 11     | 10        | 6                  | 13     | 35          | 42              | -7          | 28      |
| 14    | Будућност Титоград  | 34     | 12     | 7         | 4                  | 15     | 32          | 43              | -11         | 28      |
| 15    | Спартак Суботица    | 34     | 11     | 7         | 4                  | 16     | 30          | 39              | -9          | 26      |
| 16    | Жељезничар Сарајево | 34     | 12     | 5         | 1                  | 18     | 34          | 49              | -15         | 25      |
| 17    | Напредак Крушевац   | 34     | 11     | 4         | 1                  | 18     | 42          | 59              | -17         | 23      |
| 18    | Челик Зеница        | 34     | 9      | 7         | 5                  | 18     | 31          | 60              | -29         | 17 (-6) |
| -     | Олимпија Љубљана    | -      | -      | -         | -                  | -      | -           | -               | -           | -       |
| -     | Борац Бања Лука     | -      | -      | -         | -                  | -      | -           | -               | -           | -       |

Најбољи стрелац: Давор Шукер (НК Осијек) - 18 голова.
|  | Куп европских шампиона   |
|  | Куп УЕФА                 |
|  | Куп победника купова     |
|  | испали у другу лигу      |
|  | пласирали се у прву лигу |

## Најбољи стрелци
| Ред | Играч              | Клуб          | Голови |
| --- | ------------------ | ------------- | ------ |
| 1   | Давор Шукер        | Осијек        | 18     |
| 2   | Младен Младеновић  | Ријека        | 13     |
| 3   | Семир Туце         | Вележ         | 12     |
| 3   | Душан Арсенијевић  | Рад           | 12     |
| 3   | Драган Стојковић   | Црвена звезда | 12     |
| 6   | Анто Дробњак       | Будућност     | 10     |
| 6   | Дејан Лукић        | Раднички      | 10     |
| 6   | Мирко Михић        | Слобода       | 10     |
| 6   | Васил Гунев        | Напредак      | 10     |
| 10  | Бранко Карачић     | Хајдук        | 9      |
| 10  | Владимир Гудељ     | Вележ         | 9      |
| 10  | Радмило Михајловић | Динамо        | 9      |
| 10  | Един Ћурић         | Жељезничар    | 9      |

## Састави екипа
| Екипа         | Играчи | Тренер                                |
| ------------- | --- | ------------------------------------- |
| Војводина     | Чедомир Марас (34/0), Будимир Вујачић (31/7), Синиша Михајловић (31/4), Милош Шестић (30/7), Горан Карталија (28/1), Душан Мијић (28/1), Светозар Шапурић (28/1), Стеван Миловац (26/2), Љубомир Воркапић (25/6), Драган Пунишић (25/4), Славиша Јокановић (24/4), Дејан Јоксимовић (23/5), Милан Поповић (20/1), Зоран Мијуцић (19/4), Жељко Дакић (15/2), Драган Гаћеша (15/0), Мирослав Тањга (14/1), Драган Марковић (7/0), Зоран Милосављевић (6/0), Енес Мухић (4/0), Маријан Зовко (4/0), Јово Босанчић (2/0), Зоран Хајдић (1/0) Драган Васић (1/0) | Љупко Петровић                        |
| Црвена звезда | Роберт Просинечки (33/4), Славко Радовановић (32/2), Милош Бурсаћ (29/6), Драган Стојковић (27/12), Жарко Ђуровић (26/4), Бошко Ђуровски (26/1), Горан Јурић (26), Влада Стошић (25/4), Илија Најдоски (23/2), Бранко Давидовић (23), Слободан Маровић (23), Горан Василијевић (22/1), Митар Мркела (21/4), Енес Бешић (21), Владан Лукић (17/8), Рефик Шабанаџовић (14/2), Хусреф Мусемић (13/3), Стеван Стојановић (12), Милан Ивановић (9), Златко Крџевић (6), Јовица Николић (4), Драгић Комадина (2), Зоран Димитријевић (1), Горан Негић (1), Зоран Павловић (1) Душко Суручић, Дејан Савићевић | Бранко Станковић, Драгослав Шекуларац |
| Хајдук        | Раде Тошић (33/1), Никола Јеркан (33), Роберт Јарни (31/6), Јерко Типурић (31/5), Дарко Дражић (28), Бранко Карачић (26/9), Ален Бокшић (26/7), Звијездан Пејовић (26/4), Младен Пралија (26), Радован Крстовић (25/5), Горан Алар (18/2), Ненад Грачан (18), Стјепан Андријашевић (16/3), Игор Штимац (16/1), Дамир Јурковић (14), Иван Пудар (14), Игор Јелавић (11), Фране Бућан (9), Драгутин Челић (5/3), Дражен Бобан (5/1), Жељко Бркић (4), Анте Мише (4), Драган Рељић (4), Славен Билић (3/2), Јосип Лалић (3), Горан Вучевић (2/1), Гргица Ковач (2), Драги Сетинов (2), Франко Богдан (1) | Петар Надовеза                        |
| Рад           | Милан Ђуровић (33/1), Чедомир Ђоинчевић (31/1), Иван Јовановић (29/4), Јован Савић (28), Душан Арсенијевић (27/12), Горан Ивановић (27/1), Радоман Грбовић (27), Стевица Кузмановски (26/3), Душко Влаисављевић (26/3), Драгослав Дубајић (23/7), Душан Ајдер (23/2), Синиша Гогић (22/1), Милош Дризић (20/6), Зоран Манојловић (17/1), Ненад Ставрић (15/1), Зоран Јефтовић (11/1), Душко Милинковић (11), Драган Аничић (10/2), Горан Мишковић (10/2), Мирсад Јонуз (8), Драган Марковић (8), Драган Бабић (2) | Драган Гуглета                        |
| Динамо Загреб | Зоран Шкерјанц (32/3), Дражен Бесек (31/5), Андреј Панадић (28/3), Дражен Ладић (28), Мухамед Прељевић (27), Радмило Михајловић (26/9), Владо Касало (25/5), Жељко Цупан (25), Дубравко Павличић (24/1), Дамир Лесјак (23), Стјепан Деверић (22/4), Владо Чапљић (17/6), Дражен Бишкуп (17), Драженко Прскало (16), Недељко Топић (14/3), Миодраг Ђурђевић (14), Мустафа Агић (11/1), Звонимир Солдо (11), Зоран Димитријевић (10/1), Миралем Ибрахимовић (8), Фабијан Комљеновић (6), Мирко Лулић (6), Сретен Ћук (5), Маријан Ламешић (5), Давор Матић (3) | Јосип Скоблар                         |
| Партизан      | Горан Милојевић (31/8), Фахрудин Омеровић (28), Небојша Вучићевић (27/5), Драгољуб Брновић (27/4), Зоран Батровић (26/6), Предраг Спасић (26/1), Слађан Шћеповић (25/6), Александар Ђорђевић (25), Борче Средојевић (23), Бајро Жупић (23), Владислав Ђукић (22/8), Милоња Ђукић (22/5), Владимир Вермезовић (21), Миодраг Бајовић (19), Дарко Миланич (19), Фадиљ Вокри (16/7), Гордан Петрић (15), Никица Клинчарски (13), Дарко Белојевић (9), Јовица Колб (9) Јиа 6, Мирослав Стевић (4) Лиу 3, Горан Јевтић (1) | Фахрудин Јусуфи, Момчило Вукотић      |
| Раднички Ниш  | Јосип Вишњић (33/3), Завиша Пејић (33), Дејан Лукић (32/10), Ненад Јакшић (32/7), Миодраг Момчиловић (32/1), Александар Кузмановић (30), Слободан Антонијевић (29/6), Зоран Банковић (29/4), Зоран Милошевић (28/1), Срђан Младеновић (24/1), Милисав Манојловић (22/2), Братислав Ринчић (22), Горан Антић (21/3), Мирослав Алексић (19/4), Драган Митровић (16), Елведин Мехинагић (5), Агим Ајдаревић (4), Радојица Цвејић (4), Драган Манојловић (3), Горан Мичић (3), Дејан Петковић (2), Драган Радосављевић (2), Срђан Марјановић (1), Саша Мркић (1), Милан Ратковић (1), Горан Стојиљковић (1) | Слободан Халиловић                    |
| Осијек        | Милан Јанковић (33/5), Милан Маричић (33/2), Мирослав Житњак (31), Миленко Вукчевић (29/4), Миљенко Милићевић (27), Давор Шукер (26/18), Томислав Штајнбрикнер (21), Алојз Лукић (20), Јасмин Џеко (19/4), Жељко Пакасин (19/1), Ивица Владимир (18/4), Саша Мишковић (18/2), Ивица Дуспара (16/1), Лука Костић (16/1), Синиша Кончаловић (16), Бранко Шерић (14/1), Горан Радојевић (13/4), Горан Јерковић (12/1), Владо Билиш (11), Горан Скелеџић (10), Марио Ћутук (6), Радука Вида (6) Живковић 4, Јасмин Синановић (3), Иван Шмудла (3), Емир Грцић (2), Роберт Шпехар (2) Басарић 1 | Милан Ђуричић                         |
| Ријека        | Младен Младеновић (33/13), Бранко Драгутиновић (33), Роберт Рубчић (32/3), Саша Першон (32), Предраг Валенчић (30/4), Младен Ромић (30), Борис Екмешчић (29/6), Зоран Вујчић (29/3), Матијаж Форијанчич (25/3), Душан Кљајић (25/1), Тончи Габрић (25), Роберто Палиска (23/1), Валди Шумберац (21), Деан Љубанчић (12/1), Миро Стипић (12), Енвер Јахић (9), Неџад Курузовић (6), Стојан Белајић (5), Звонко Радош (5), Марин Галић (4), Невенко Васиљевић (4) Имширевић 2, Давид Сабадин (2) Клапан 1 | Младен Вранковић                      |
| Вележ         | Зијад Репак (34/8), Анел Карабег (33/2), Мили Хаџиабдић (31/2), Вукашин Петрановић (31), Ибро Рахимић (30/1), Ивица Барбарић (27/2), Емир Туфек (26/1), Семир Туце (25/12), Исмет Шишић (25), Зденко Једвај (22/1), Веселин Ђурасовић (18), Владимир Гудељ (16/9), Мехо Кодро (15/2), Предраг Јурић (14), Стипе Јурић (12), Дарко Бирјуков (10), Дамир Черкић (10), Сеад Кајтаз (10), Ахмед Госто (8), Анђелко Квесић (7), Јошко Поповић (6), Жељко Чавар (5), Никола Јокишић (4), Велибор Пудар (3), Стипе Јуриљ (2), Сенад Главовић (1), Хусеин Ребац (1) | Енвер Марић                           |
| Слобода       | Мирко Михић (33/10), Наил Беширевић (33/3), Цвијан Милошевић (32/5), Мустафа Пешталић (32), Неџад Верлашевић (31/1), Асиф Шарић (29/6), Мидхат Мемишевић (28), Адемир Смајловић (22/7), Горан Милошевић (21/1), Зоран Чогурић (20), Екрем Ибрић (20), Томо Мркић (19), Денис Садиковић (19), Драгослав Костић (16), Зоран Милошевић (12/1), Невзет Хасанбашић (9), Витомир Милошевић (9), Звонко Карајчић (8/1), Давор Младина (4), Нихад Адемовић (3), Мухамед Тахировић (3), Самир Градашчевић (2) Караџић (2), Коларић (2), Слободан Мутибарић (1), Душан Пилиповић (1) |                                       |
| Сарајево      | Исмет Мулавдић (33/1), Милош Недић (31/6), Енвер Лугушић (31), Дејан Раичковић (29/1), Бернард Барњак (28/8), Игор Лазић (28/1), Срђан Бајић (28), Дане Купрешанин (27/2), Бобан Божовић (25/5), Славиша Вукићевић (21/2), Нихад Милак (20), Зоран Љубичић (19/1), Нермин Вазда (18/2), Харис Јагањац (14/1), Един Омановић (14), Сенад Мердановић (13/3), Мидхат Глухачевић (13), Хуџеин Геца (10), Миодраг Ћирковић (9/1), Суад Голубић (7), Давор Јаковљевић (6), Александар Гузина (5), Драган Божовић (4), Горан Ковачевић (3), Драгослав Вукадин (3), Ивица Јозић (1), Миралем Рамић (1), Горан Шљивић (1) | Џемалудин Мушовић                     |
| Будућност     | Славко Влаховић (34), Анто Дробњак (31/10), Бошко Татар (31/3), Миодраг Божовић (30/3), Предраг Мијатовић (28/2), Војислав Ћалов (28), Драгоје Лековић (28), Горан Станисављевић (26), Маринко Миротић (23), Жељко Петровић (21/3), Дарко Мугоша (19/1), Бранко Брновић (18/2), Срђан Дмитровић (18/1), Младен Мирочевић (14/2), Саша Шкара (13/1), Ватрослав Петриновић (12), Ненад Чогурић (7/1), Златко Далић (7), Саша Радоњић (6), Жељко Роловић (5/2), Зоран Перовић (5), Миодраг Радуловић (4), Ниша Савељић (4), Жељко Божовић (3), Бранислав Дробњак (3), Небојша Шћепановић (3), Веселин Аџић (2), Саша Вуковић (2), Бранислав Ђукановић (1), Решид Пепић (1), Саша Петровић (1)                                     | Станко Поклеповић                     |
| Спартак       | Звездан Ћосић (31/3), Антал Пухалак (30/2), Зоран Варводић (30), Жељко Вуковић (29/7), Миле Урошевић (29/5), Рудолф Рафаи (27), Миодраг Ковачевић (26/1), Божидар Станковић (26), Зоран Арсић (25/1), Милан Стегњајић (17/2), Горан Радојевић (16/5), Емир Грцић (15/1), Петар Шкорић (15), Раденко Матичић (15), Ненад Масловар (14/1), Армандо Маренци (14), Предраг Јокановић (13), Венцеслав Симоновски (11), Ђерђ Сабо (10), Драшко Танасић (9), Горан Стевановић (8), Игор Пејовић (7), Жељко Бајчета (2), Звонко Ћирић (2), Јосип Дулић (2), Радивоје Ђуровић (2) Киршнер 2, Стево Куриџа (2), Слободан Шујица (2), Гојко Тривић (2), Милован Јевтић (1) Рогић 1                                                        | Ђорђе Герум                           |
| Жељезничар    | Драган Шкрба (31), Един Хаџиалагић (30/2), Един Ћурић (25/9), Никола Никић (24/5), Срећко Илић (24/1), Горан Јуришић (24), Душан Симић (23/4), Владо Комшић (22/1), Един Бахтић (20/5), Раде Богдановић (20/1), Суад Катана (17), Зоран Слишковић (15/2), Исмет Штилић (15/1), Милан Гавриловић (15), Милан Павловић (15), Новица Гајић (14/1), Младен Јанковић (14), Енес Карамехмедовић (13), Симо Крунић (10), Кемал Алиспахић (9), Јасминко Велић (9), Ратко Нинковић (8), Харис Алихоџић (7), Гордан Видовић (7), Синиша Николић (5/1), Антон Грабо (4), Амар Осим (3), Драгиша Стојановић (3), Фахрудин Витешкић (3), Кенан Бећаревић (2), Владан Радача (2), Александар Петровић (1), Ивица Вујичевић (1) М. Живковић 1 | Мишо Смајловић, Борис Брачуљ          |
| Напредак      | Милић Јовановић (33), Васил Гунев (31/10), Горан Јездимировић (31/4), Бранислав Којичић (30/3), Иван Радивојевић (30/3), Мирослав Јокић (28), Мирко Милутиновић (28), Владимир Јоксић (25), Милун Сакић (24/4), Ивица Момчиловић (23/5), Славољуб Јанковић (23/1), Небојша Тодоровић (20/3), Владимир Којић (18/4), Слободан Филиповић (17/1), Небојша Рудић (15/1), Миладин Пештерац (14), Ђорђе Марјановић (13), Саша Вукојевић (10/1), Славиша Чула (9), Зоран Лилић (8), Витомир Штављанин (5), Миодраг Милетић (1) | Владимир Милосављевић                 |
| Челик         | Славко Радовић (34), Мирза Голубица (32/7), Милорад Ратковић (32/1), Иван Филеш (31/5), Предраг Ерак (29/2), Омер Копић (27), Саша Штрбац (26), Есад Кухиња (25/1), Зоран Милидраг (23/3), Ибрахим Зукановић (21), Дарко Несторовић (20/2), Елвир Болић (18/2), Маријан Бакула (16/4), Миодраг Ђурђевић (16), Војислав Алексић (14/3), Адмир Мујаковић (12), Божо Дуборија (11), Јасминко Бајрић (8), Дарко Фалак (7), Зденко Адамовић (6), Жарко Тарана (6), Армин Сушић (5/1), Мијо Јанковић (5), Ђорђе Војновић (5), Емир Џиновић (3), Саша Николић (2), Елведин Бегановић (1) С. Јашаревић 1, Берислав Крилић (1), Иван Вељић (1)                                                                                          | Маријан Блоудек                       |